# Rosedale (Indiana)
Rosedale è un comune degli Stati Uniti d'America, situato nello Stato dell'Indiana, nella contea di Parke.